# Vedu
Vedu är en ort i Estland. Den ligger i Tartu kommun och landskapet Tartumaa, i den sydöstra delen av landet, 160 km sydost om huvudstaden Tallinn. Vedu ligger 76 meter över havet och antalet invånare är 277.
Terrängen runt Vedu är platt. Runt Vedu är det glesbefolkat, med 16 invånare per kvadratkilometer. Närmaste större samhälle är Dorpat, 12,5 km söder om Vedu. Omgivningarna runt Vedu är en mosaik av jordbruksmark och naturlig växtlighet.